# Metolazon
Metolazon – organiczny związek chemiczny, lek hipotensyjny z grupy diuretyków tiazydowych stosowany w terapii zastoinowej niewydolności serca i nadciśnienia tętniczego. Nazwy handlowe leku to m.in. Zaroxolyn i Mykrox, preparat nie jest zarejestrowany w Polsce. Metolazon uważany jest za diuretyk ostatniej szansy w opornej na leczenie diuretykami niewydolności serca.